# Mad Max
Mad Max er en australsk dystopisk actionfilm fra 1979 instrueret af George Miller og produceret af Byron Kennedy. Mel Gibson spiller hovedrollen som "Mad" Max Rockatansky, en politibetjent, der er blevet årvågen i et nær fremtidigt Australien midt i sammenbrudt samfund. James McCausland skrev manuskriptet fra en historie af Miller og Kennedy.
De fleste af filmoptagelserne til “Mad Max” fandt sted i og omkring Melbourne og varede i seks uger. Filmen fik oprindeligt en blandet modtagelse ved udgivelsen i april 1979, selvom den vandt fire AACTA Awards (australsk filmpris). Med et budget på 400.000 australske dollars, indtjente den mere end 100.000.000 dollars på verdensplan i bruttoindtægter, og satte dermed Guinness-rekord for den mest profitable film. Succesen med “Mad Max” menes at have banet vejen til det globale marked for australske New Wave-film.
Filmen blev den første i “Mad Max”-serien og gav anledning til tre efterfølgere:
Mad Max 2 (1981)
Mad Max: Beyond Thunderdome (1985)
Mad Max: Fury Road (2015)